# Martha Langbein
Martha Langbein, po mężu Pensberger (ur. 22 maja 1941 w Heidelbergu) – niemiecka lekkoatletka specjalizująca się w krótkich biegach sprinterskich, dwukrotna uczestniczka letnich igrzysk olimpijskich (Rzym 1960, Tokio 1964), srebrna medalistka olimpijska z Rzymu w biegu sztafetowym 4 × 100 metrów. W czasie swojej kariery reprezentowała Niemcy Zachodnie.

## Sukcesy sportowe
- mistrzyni RFN w sztafecie 4 × 100 metrów – 1960[1]
- wicemistrzyni RFN w biegu na 200 metrów – 1964[2]
- dwukrotna brązowa medalistka mistrzostw RFN w biegu na 100 metrów – 1960, 1964[3]
- trzykrotna rekordzistka kraju w sztafecie 4 × 100 metrów[4]

| Rok  | Miasto  | Zawody               | Konkurencja        | Wynik         |
| ---- | ------- | -------------------- | ------------------ | ------------- |
| 1960 | Rzym    | Igrzyska olimpijskie | sztafeta 4 × 100 m | srebrny medal |
| 1962 | Belgrad | Mistrzostwa Europy   | sztafeta 4 × 100 m | srebrny medal |
| 1964 | Tokio   | Igrzyska olimpijskie | sztafeta 4 × 100 m | 5. miejsce    |

## Rekordy życiowe
- bieg na 100 metrów – 11,5 – Sindelfingen 07/05/1964[5]